# Schiffssetzung von Djupvik

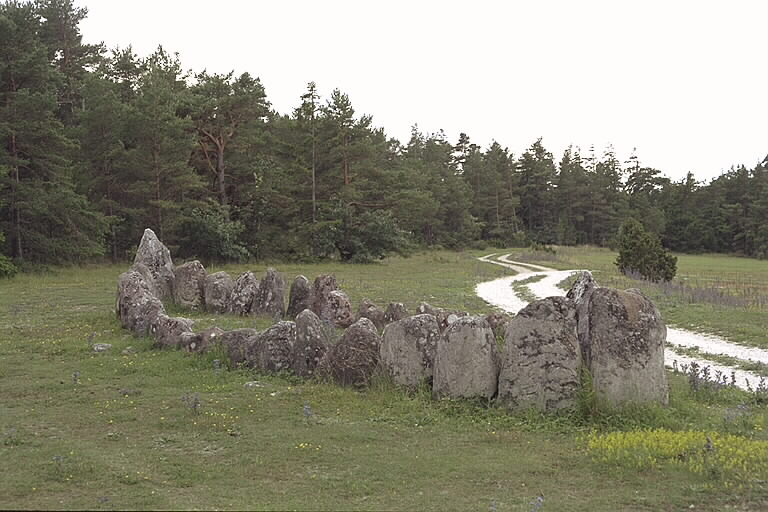
Schiffssetzung von Djupvik

Die Schiffssetzung von Djupvik (gotländ. Djauvik) zwischen Fröjel und Eksta ist etwa 13,0 m lang und 4,0 m breit und hat eine Nordost-Südwest-Ausrichtung. Sie liegt unweit der Westküste von Gotland etwa 150 m oberhalb des Ortes auf einer Wiese am Waldrand, südlich der Zufahrt zum Hafen von Djupvik, der im Sommer Fährhafen für Lilla Karlsö und eine der gotländischen Fischerstellen (fiskelägen) ist. Die auf der schwedischen Insel Gotland besonders häufigen mittelgroßen Schiffssetzungen sind in die jüngere Bronzezeit zu datieren.